# 김경주 (승려)
김경주(金敬注, 일본식 이름: 金山敬注, 1896년 ~ ?)는 일제강점기의 불교 승려이며, 친일 공산주의 운동가이다. 속성은 김해 김씨이며, 불교 법명은 영담(瑛潭)이다.

## 생애
경상남도 동래군 출신으로 1908년 동래 범어사에서 출가하여 불교 승려가 되었다. 범어사 재적 중 경성부에 유학해 휘문의숙을 졸업한 뒤, 당시 범어사 주지인 김용곡의 법맥을 상속받고 일본 도쿄의 도요 대학 철학과에 진학했다.
1921년 여름에 도쿄조선불교청년회 전선순강단이 여름 방학을 이용하여 경남 지역에서 순회 강연을 하다가 경남 경찰부에 불온사상 선전 혐의로 적발된 사건이 있었다. 이때 도요 대학 재학 중이던 김경주도 전선순강단의 일원으로 "종교와 문화적 사명" 등의 강연을 했으며, 구금된 학생들 가운데 유일하게 공판에 붙여졌다. 당시 김경주는 공산주의 사상을 소개했다는 혐의를 받았고, 1심에서 징역 6개월형을 선고받았다.
1923년 도요 대학교 불교학과 학사 학위하고 귀국하여 범어사 명정학교 교장에 취임했다. 이때 김경주는 불교 교리의 새로운 해석과 전파에 노력했다. 1931년에는 중앙불교전문학교의 강사로 채용되었고, 활발한 대외 기고 활동을 벌이며 불교 연구에 전념하여 1934년 이 학교의 학감에 취임하였다(학감은 부교장 또는 부학장에 해당한다.).
이 무렵은 조선총독부가 불교와 유교 계열을 동원해 심전개발 운동이라는 관제 황민화 운동을 벌일 때였는데, 김경주는 경성방송국의 라디오 프로그램에 출연하고 《매일신보》에 석가모니나 불경과 심전개발을 관련짓는 강의를 펼쳤다.
1937년 중일 전쟁이 일어난 뒤 전쟁에 협력한 행적이 있다. 중일 전쟁 발발 직후인 8월 5일에 조선불교중앙교무원이 서울의 개운사에서 황군 무운장구 장병안태 기원제라는 행사를 개최하고 시국 강연회를 열었을 때, 김경주는 "나라를 위하여 몸을 돌보지 않는다(為國不為身)"이라는 제목의 강연을 했다. 1938년 신년 초에는 《불교시보》를 통해 〈시국 인식과 거국 일치의 신념〉이라는 제목으로 시사문을 발표하였는데, 중국의 도발이 전쟁의 원인이라고 명시하고 일본군은 정의와 사람의 도리를 위하여 싸우고 있으니 곧 동양의 평화가 도래할 것이라는 내용을 담고 있다.
김경주는 시국 행사에서 "동양평화와 부동의 정신", "황국정신발양에 대하야" 등의 강연을 계속했고, 1938년 말에는 중앙불교전문학교 교장으로 승진했다. 그러나 이듬해 일본인 교장이 부임하면서 김경주는 교수직에서도 물러나, 경북 5본산이 공동 설립한 오산불교학교 교장에 김동화의 후임으로 취임했다. 오산불교학교 교장으로서도 강연 및 기고 활동을 계속되었다.
일제가 태평양 전쟁에 패하기 5개월 전인 1945년 3월에 대본산 범어사 주지로 총독부의 인가를 받았으며, 이후의 행적은 알려진 바 없다.

## 사후
2008년 민족문제연구소에서 친일인명사전에 수록하기 위해 정리한 친일인명사전 수록예정자 명단 중 불교 부문에 선정되었다.

## 같이 보기
- 범어사
- 명정학교
- 중앙불교전문학교

## 참고 자료
- 임혜봉 (2005년 3월 1일). 〈김경주 : 중앙불교전문학교 교장으로 친일에 앞장선 학승〉. 《친일 승려 108인》. 서울: 청년사. 373~386쪽쪽. ISBN 9788972783848.